# Olmedo Pesillo
Olmedo Pesillo oder Olmedo ist eine Parroquia rural („ländliches Kirchspiel“) im Kanton Cayambe der ecuadorianischen Provinz Pichincha. Verwaltungssitz ist Olmedo. Die Parroquia Olmedo Pesillo besitzt eine Fläche von 392,6 km². Die Einwohnerzahl lag im Jahr 2010 bei 6772.

## Lage
Die Parroquia Olmedo Pesillo liegt in der Cordillera Real im Nordosten der Provinz Pichincha. Das Verwaltungsgebiet reicht im Nordwesten bis zum Gipfel des 4012 m hohen Cusín. Der südöstliche Teil der Parroquia erstreckt sich über die Ost- und Nordflanke des 5790 m hohen Vulkan Cayambe. Der 3100 m hoch gelegene Hauptort Olmedo befindet sich 62 km nordöstlich vom Stadtzentrum der Hauptstadt Quito. Eine Hauptstraße führt vom 13 km südsüdwestlich gelegenen Kantonshauptort Cayambe über Olmedo zu der 23 km nördlich gelegenen Stadt Ibarra.
Die Parroquia Olmedo Pesillo grenzt im Norden an die Provinz Imbabura an die Parroquias González Suárez (Kanton Otavalo), Angochagua (Kanton Ibarra) und Mariano Acosta (Kanton Pimampiro), im Nordosten an die Provinz Sucumbíos mit der Parroquia El Reventador (Kanton Gonzalo Pizarro), im Südosten an die Provinz Napo mit der Parroquia Oyacachi (Kanton El Chaco) sowie im Westen an das Municipio von Cayambe.

## Orte und Siedlungen
Das Bevölkerungszentrum Olmedo ist in 5 Barrios gegliedert: Norte, Sur, Centro, Carabotija und San Antonio. Ferner gibt es 9 Comunidades in der Parroquia: Santa Ana, Muyurku, Caucho Alto, El Chaupi, San Pablo Urco, Pesillo, Turucucho, La Chimba und Puliza.

## Geschichte
Die Parroquia Olmedo Pesillo wurde am 26. September 1911 gegründet. Namensgeber ist José Joaquín de Olmedo, ein Rechtsanwalt, Schriftsteller und Politiker, der sich für die Unabhängigkeit Ecuadors einsetzte und 1845 kurzzeitig Präsident von Ecuador war.